# Vonne van der Meer
Vonne van der Meer, née à Eindhoven le 15 décembre 1952, est une écrivaine néerlandaise.

## Biographie
Dès le lycée, elle commence à écrire poèmes, chansons et pièces de théâtre. Elle suit ensuite une formation de metteur en scène à l'École de Théâtre d'Amsterdam. Sa première pièce, un monologue a été jouée par le Toneelgroep Centrum (nl).
Elle commence sa carrière comme assistante d'un metteur en scène, puis, à partir de 1985, elle publie des nouvelles ou un roman tous les 2 ans. Avec Le Bateau du soir, deuxième volet de sa trilogie de Duinroos, elle rencontre un succès international. Les deux premiers volumes de cette trilogie ont été adaptés pour la télévision néerlandaise par le réalisateur Karim Traïda.

## Œuvres traduites en français
- Trilogie de Duinroos

1. La maison dans les dunes, trad. Daniel Cunin,  (trad. Daniel Cunin), Paris, Éditions Héloïse d'Ormesson, 2005, 284 p. (ISBN 978-2-35087-004-5)Rééd. 10-18 sous le titre Les invités de l'île (ISBN 978-2264043061)
2. Le Bateau du soir, trad. Daniel Cunin,  (trad. Daniel Cunin), Paris, Éditions Héloïse d'Ormesson, 2006, 205 p. (ISBN 978-2-35087-022-9), rééd. 10/10   (ISBN 978-2-264-04569-0)
3. Le voyage vers l'enfant, trad. Daniel Cunin,  (trad. du néerlandais de Belgique par Daniel Cumin), Paris, Éditions Héloïse d'Ormesson, 2009, 171 p. (ISBN 978-2-35087-126-4)

- « L’Adieu à Phœbé », trad. de Daniel Cunin, Deshima, no 3,‎ avril 2009 (ISSN 1957-5173)
- La Femme à la clé, [« De vrouw met de sleutel »], trad. d’Isabelle Rosselin, Paris, Éditions Héloïse d’Ormesson, 2013, 208 p.  (ISBN 978-2-35087-234-6)

## Prix
- Geertjan Lubberhuizenprijs (nl) 1985 pour Het limonadegevoel en andere verhalen
- ANV-Visser Neerlandia-prijs 1986 pour Besloten kring